# Bacivsk, Hluhiv
Bacivsk (în ucraineană Бачівськ) este localitatea de reședință a comunei Bacivsk din raionul Hluhiv, regiunea Sumî, Ucraina.

## Demografie
Componența lingvistică a localității Bacivsk
     Ucraineană (97,67%)
     Rusă (2,33%)
Conform recensământului din 2001, majoritatea populației localității Bacivsk era vorbitoare de ucraineană (97,67%), existând în minoritate și vorbitori de rusă (2,33%).